# Cratere Porth
Porth  è un cratere sulla superficie di Marte.